# Likosaari (ö i Mellersta Finland, Äänekoski, lat 62,75, long 25,81)
Likosaari är en ö i Finland. Den ligger i sjön Sumiainen och i kommunen Äänekoski i den ekonomiska regionen  Äänekoski ekonomiska region  och landskapet Mellersta Finland, i den centrala delen av landet, 290 km norr om huvudstaden Helsingfors. Öns area är 1 hektar och dess största längd är 210 meter i nord-sydlig riktning.